# Маррале, Карло
Карло Маррале (род. 15 марта 1952, Генуя) — итальянский певец, гитарист, художник, музыкант и композитор, автор песен.

## Биография
Один из основателей группы Джет (Jet), а затем Матиа Базар (Matia Bazar), автор музыки большинства международных хитов группы, таких как
Stasera... che sera! / Io, Matia, 
Per un’ora d’amore, Cavallo bianco,
C'è tutto un mondo intorno,
Mr. Mandarino,
Vacanze romane,
Ti sento.
Многие из его песен исполнялись другими артистами по всему миру, такими как Ирен Кара, Pet Shop Boys, Labyrinth, Queensrÿche, Мина, Musica Nuda, Мильва, Мигель Бозе, Valeria Visconti, Анжелика Варум, Серхио Дальма .
В конце 1993 года он решает покинуть Matia Bazar, начав сольную карьеру, из-за столкновений с некоторыми участниками группы, в частности с новой солисткой, Лаурой Валенте. Маррале так и не смог пережить ухода из группы Антонеллы Руджеро и был против её замены, он, как и прежде, хотел оставаться солистом своей группы.
В 1994 году он в восьмой раз участвовал в фестивале в Сан-Ремо с песней Лифт, но уже без своей группы Matia Bazar и выпустил свой первый сольный альбом Жизнь сквозь пальцы (Tra le finger la vita).
В 2003 году он пишет произведение Одиссе́я (Odissea), которое в интерпретации теноров Сальваторе Личитры и Марсело Альвареса поднимается в хит-парадах США, и занимает первое место (очень редкий случай для итальянских песен). Альбом, содержащий эту песню, называется Дуэт (Duetto — Sony, 2003). Американская хэви-метал группа Queensrÿche также включила Одиссе́ю в свой единственный кавер-альбом Take Cover вместе с новыми версиями песен Queen, Pink Floyd, U2 и Питера Габриэля .
В ноябре 2007 года он выпустил альбом Melody Maker, из которого был извлечен сингл Controtendenza, анимационное видео на которое сделал Винс Рикотта .
Параллельно с музыкальной карьерой Маррале посвятил себя живописи и фотографии .

## Дискография

### С группой Jet
- 1973 — Вера, надежда, милосердие

### С Матией Базар
- 1976 — Матиа Базар 1
- 1977 — Большой базар
- 1978 — Простота
- 1979 — Гастроли
- 1980 — Время солнца
- 1981 — Берлин, Париж, Лондон
- 1983 — Танго
- 1984 — Аристократическая
- 1985 — Меланхолия
- 1987 — Мело
- 1989 — Красный угол
- 1991 — Ленивые души
- 1993 — Где исполняются песни

### Как солист
- 1994 — Жизнь между пальцами (DDD — La Drogueria di Drugolo, 74321) 18906 2)
- 2007 — Создатель мелодии (Nar International -Carlitos)

## Сотрудничество
- Мина — В альбоме «Sorelle Lumiere» он является автором «Se poi».
- Мильва — В альбоме «Men on» он является автором «Mon amour».
- Мигель Бозе — В альбоме «XXX» он является автором «Новые треки в пыли».
- Сальваторе Личитра и Марсело Альварес — В альбоме «Duetto» он является автором «Odissea».
- Лорелла Куккарини — В альбоме «Voices» она является автором «Bizzarra vita Imprevedibile».
- Паола Иеззи — В альбоме «Capo Verde Terra D’Amore Volume 2» она исполняет песню «Malacqua» дуэтом.
- Валерия Висконти — автор песни «È con te»
- Naked Music — В альбоме «Complici» он вместе с Бруно Лаузи является автором песни «Complici».
- Роберта Аллоизио — В альбоме «Xena Tango» он является автором песни «Paloma y Corazon».
- Клаудио Санфилиппо — В альбоме «Stile Libero» он поет песню «Il millepiedi».

## Примечание
1. 1 2  Maurizio Donini. Carlo Marrale - dai Matia Bazar al Quartetto Z passando per i Queensrÿche (13 июля 2018).
2. ↑  Vince Ricotta. Carlo Marrale (Matia Bazar) Controtendenza (14 мая 2008). Дата обращения: 31 марта 2021. Архивировано из оригинала 24 мая 2019 года.
3. ↑  Cesare Peri. L'arte fotografica di Carlo Marrale (3 ноября 2016). Дата обращения: 31 марта 2021. Архивировано 11 апреля 2021 года.

## Похожие материалы
- Jet (итальянская группа)
- Матиа Базар